# Костел Святої Марії Магдалини (Шманьківці)
Косте́л Свято́ї Марії Магдалини — культова споруда, римо-католицький храм у селі Шманьківцях Заводської селищної громади Чортківського району Тернопільської области України.

## Історія

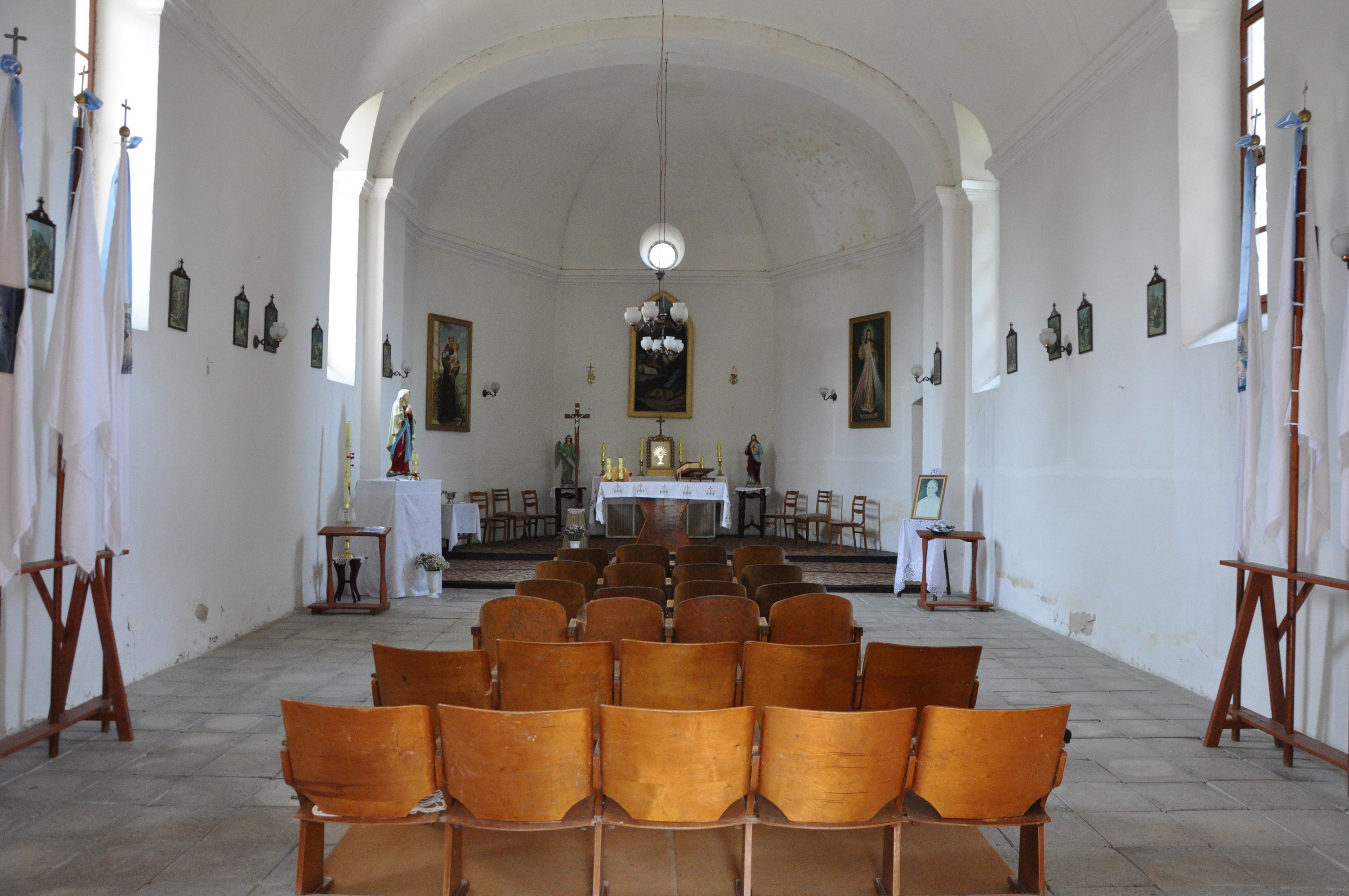
Інтер'єр костелу

За непідтверженими даними, у 1600 році тут оселилися ченці-домініканці, які в 1610 році перебралися до Чорткова. Отці домінікани в 1912 році власним коштом спорудили та освятили в Шманьківцях філіальний костел парафії в Чорткові (парафіяльний храм — Костел Святого Станіслава).
У радянські роки святиня була закрита — у ній зробили зерносховище.
У 1986 році повернений храм відремонтували. До парафії належать 7 осіб.
За храмом доглядають віряни римо-католики, які проводять у ньому службу Божу.

## Опис
Костел — однонавний, мурований, тинькований, в його скромній архітектурі наявні неоготичні риси (гострокінцеві завершення вхідного порталу, вікон). Кожна з поверхонь бічних фасадів розчленована двома пілястрами.